# Химна Сингапура
Majulah Singapura је химна Сингапура. 

## Стихови

### Малајски стихови
-{MAJULAH SINGAPURA
Mari kita rakyat Singapura
Sama-sama menuju bahagia
Cita-cita kita yang mulia
Berjaya Singapura}-
-{:Marilah kita bersatu
Dengan semangat yang baru
Semua kita berseru
Majulah Singapura
Majulah Singapura}-

### Српски превод
Напред Сингапур
Хајде, браћо Сингапурци
Напредујмо ка срећи заједно
Нака наша племенита жеља
Донесе успех Сингапуру
Хајде, ујединимо се
У новоме духу
Нека наши гласови звуче као један
Напред Сингапур
Напред Сингапур

### Кинески превод
前进吧，新加坡！
来吧，新加坡人民，
让我们共同向幸福迈进；
我们崇高的理想，
要使新加坡成功。
来吧，让我们以新的精神，
团结在一起；
我们齐声欢呼：
前进吧，新加坡！
前进吧，新加坡！

### Тамилски превод
முன்னேறட்டும் சிங்கப்பூர்
- Тамилски превод